# Toussaint Louverture
François-Dominique Toussaint Louverture, conosciuto anche come Toussaint L'Ouverture o Toussaint Bréda (Port-Margot, 20 maggio 1743 – Fort-de-Joux, 7 aprile 1803), è stato un rivoluzionario haitiano.
Ex schiavo, guidò la rivolta degli schiavi di Saint-Domingue (oggi Haiti). Il suo acume militare e politico seppe salvare gli ideali della prima rivoluzione haitiana nel novembre 1791. Egli combatté dapprima per gli spagnoli contro la Francia e poi per la Francia contro Spagna e Gran Bretagna. Combatté infine per Haiti contro la Francia napoleonica. Risultò fondamentale nella trasformazione dei primi moti rivoluzionari in una vera e propria rivoluzione che nel 1800 scoppiò a Santo Domingo, la più prospera colonia di schiavi dell'epoca, nella prima vera e propria società libera coloniale con l'esplicito rifiuto della razza come base di scala sociale.
Sebbene Toussaint non avesse tagliato i legami con la Francia, le sue azioni nel 1800 portarono de facto alla proclamazione di una colonia autonoma. La costituzione della colonia che lo proclamò a vita al ruolo di governatore, si scontrò con i desideri di Napoleone Bonaparte. Egli morì prima della conclusione degli scontri armati, ma il suo impegno consentì nel gennaio del 1804 a Jean-Jacques Dessalines di ottenere un'assoluta vittoria sui francesi, proclamando lo stato sovrano di Haiti. La principale conquista di Toussaint nell'operazione haitiana fu la vittoria sul colonialismo e la schiavitù che gli guadagnarono l'amicizia di molti ed il biasimo di altri.
Toussaint Louverture iniziò la propria carriera militare proprio nel 1791 come capo della rivoluzione di schiavi nella colonia francese di Saint-Domingue; all'epoca egli era un uomo libero ed aveva aderito al movimento dei Giacobini. Inizialmente alleato con gli spagnoli della vicina Santo Domingo (attuale Repubblica Dominicana), Toussaint cambiò alleanza con i francesi quando questi abolirono la schiavitù. Egli gradualmente ottenne il controllo dell'intera isola sfruttando tattiche politiche e militari per sopraffare gli avversari. Negli anni che fu al potere, lavorò alacremente per migliorare l'economia e la sicurezza dell'isola. Restaurò il sistema delle piantagioni utilizzando però il lavoro stipendiato regolarmente, negoziando trattati commerciali col Regno Unito e gli Stati Uniti, mantenendo su tutto un esercito grande e ben disciplinato.
Nel 1801, promulgò una costituzione autonoma per la colonia che lo nominava Governatore Generale a vita. Nel 1802 venne costretto a dimettersi dalle truppe francesi inviate sul posto da Napoleone Bonaparte per restaurare la piena autorità francese sull'ex colonia. Venne deportato in Francia dove morì nel 1803. La rivoluzione haitiana continuò sotto il suo luogotenente, Jean-Jacques Dessalines, che dichiarò l'indipendenza dell'isola il 1º gennaio 1804. I francesi avevano perso i due terzi delle loro forze sull'isola nel tentativo di reprimere la rivoluzione, gran parte di questi a causa di una tremenda epidemia di febbre gialla. La repubblica di Haiti fu il primo Stato nero della storia moderna.

## Biografia

### Origini
Toussaint Loverture nacque schiavo il 20 maggio 1743 a Port-Margot, sull'isola di Hispaniola, all'epoca colonia francese. I genitori erano schiavi nella piantagione Bréda e discendevano dalla famiglia reale del regno africano occidentale del Dahomey in quanto suo nonno Gaou Guinou era figlio di re Ardra il Grande. Toussaint era il primogenito di numerosi figli. Pierre Baptiste Simon è solitamente indicato come suo padrino di battesimo. Sulla data di nascita non vi sono certezze, ma si ha ragione di credere che sia stata il 1º novembre come suggerirebbe il suo nome. Aveva circa 50 anni allo scoppio della rivoluzione del 1791. In assenza di attestazioni scritte è probabile che nemmeno Toussaint stesso conoscesse esattamente la sua data di nascita. Durante la giovinezza si guadagnò il soprannome di Fatras-Bâton, il che fa pensare che fosse piccolo e debole di costituzione.
Toussaint crebbe nella piantagione dei Bréda, da cui prese inizialmente il cognome, lavorando come mozzo di stalla e poi come cocchiere, imparando tuttavia a leggere e a scrivere dai Gesuiti.

### L'educazione
Toussaint si crede che sia stato istruito dal suo padrino, Pierre Baptiste. Alcuni storici hanno indagato sulla formazione di Toussaint, dal momento che le lettere da lui scritte dimostrano una certa padronanza del francese oltre che del creolo nativo; era inoltre un ammiratore di Epitteto, il filosofo stoico che aveva vissuto da schiavo; inoltre, secondo i biografi, dai suoi discorsi pubblici si deduce che avesse letto Machiavelli. Alcuni hanno citato l'abate Guillaume-Thomas François Raynal, il quale aveva scritto contro la schiavitù, come possibile influenza per le sue idee: la dichiarazione 
d'indipendenza proclamata dall'allora capo della rivoluzione degli schiavi Toussaint il 29 agosto 1793 (che fu tra l'altro il primo scritto ove si indicò col cognome di "Louverture"), sembra infatti richiamare il passaggio anti-schiavista dell'abate Raynal presente in "Histoire philosophique et politique des établissements et du commerce des Européens dans les deux Indes."
Egli dovette gran parte della propria educazione ai gesuiti presenti sull'isola. Le sue conoscenze mediche sono attribuite da molti storici alla sua famigliarità con le tecniche mediche naturali di tradizione africana o creola come pure quelle conosciute dai gesuiti ed applicate negli ospedali locali. Alcuni documenti legali firmati per conto di Toussaint nel periodo compreso tra il 1778 ed il 1781 indicherebbero la sua incapacità sino a quest'ultima data di scrivere. Nella sua carriera politica e militare del resto fece largo uso di segretari per gestire gran parte della sua corrispondenza. Alcuni documenti manoscritti sopravvissuti ad ogni modo confermano la sua capacità di scrivere anche se la sua conoscenza della lingua francese era "strettamente fonetica."

### Matrimonio e figli

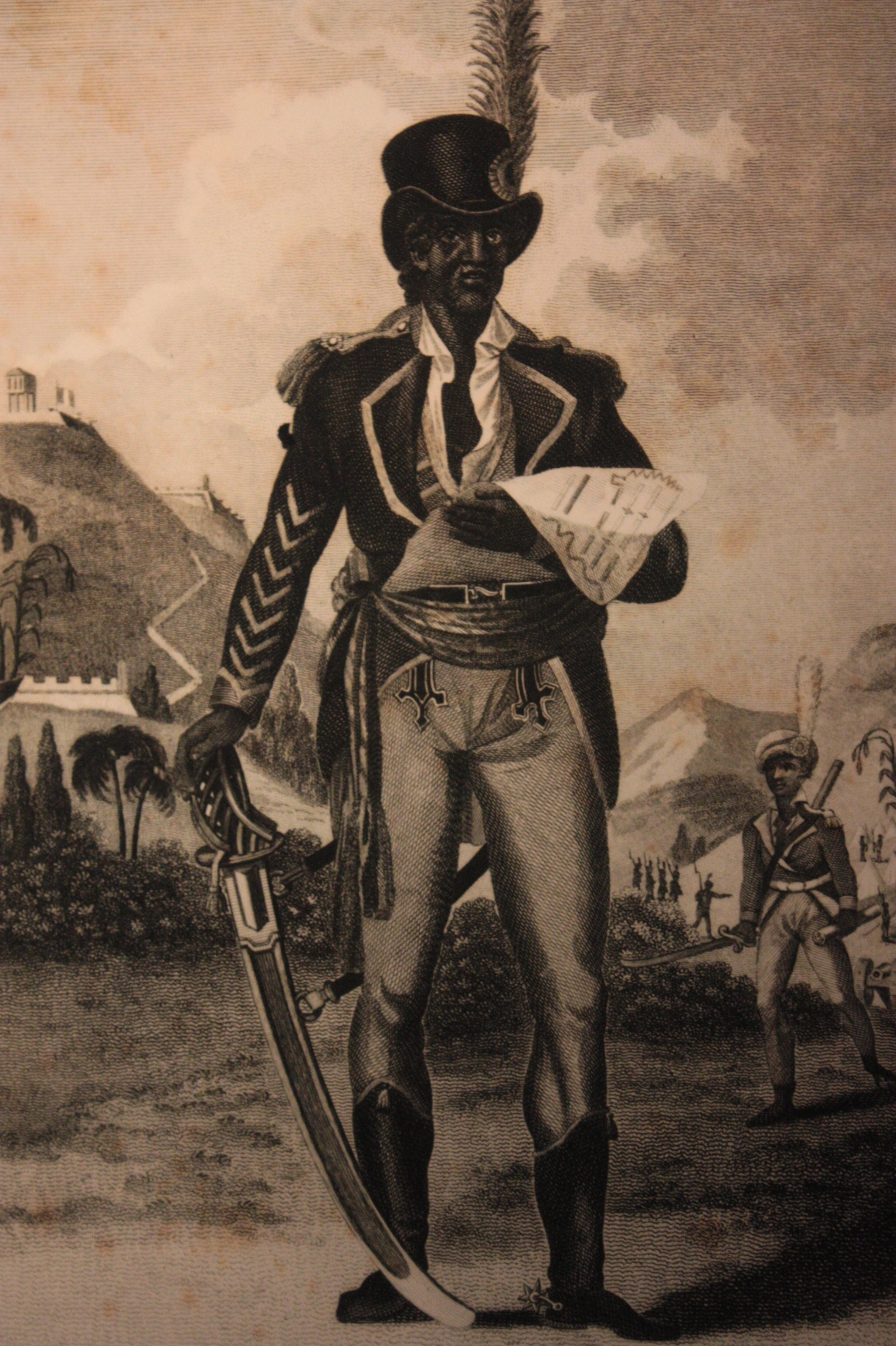
Incisione del XIX secolo

Nel 1782, Toussaint sposò Suzanne Simone Baptiste Louverture, che si pensa fosse sua cugina o figlia del suo padrino di battesimo. Alla fine della sua vita, disse al generale Caffarelli di essere stato padre di 16 figli in tutto, di cui 11 gli erano premorti. Non tutti i suoi figli sono stati identificati per certo, ma almeno tre sono noti alla storia. Il primogenito, Placide, era stato probabilmente adottato da Toussaint, ma era forse figlio di Suzanne e di un mulatto, tale Seraphim Le Clerc. I due figli nati poi dal suo matrimonio con Suzanne ebbero per nome Isaac e Saint-Jean.

### Schiavitù, libertà e vita lavorativa
Sino a tempi recenti, gli storici hanno creduto che Toussaint fosse rimasto schiavo sino all'inizio della rivoluzione che lo vide poi protagonista. La scoperta di un certificato di matrimonio datato 1777 mostra come egli sia stato liberato nel 1776 all'età di 33 anni circa. Questo fatto viene chiarificato ulteriormente in una lettera del 1797, nella quale è lo stesso Toussaint a dichiarare di essere libero da circa vent'anni. Egli comunque continuò ad avere un ruolo importante nella piantagione dei Breda sino allo scoppio della rivoluzione, probabilmente come impiegato salariato. Egli inizialmente divenne responsabile dei viveri, ma nel 1791, le sue responsabilità comprendevano il ruolo di cocchiere, marinaio, conduttore di schiavi ed organizzatore della forza lavoro della tenuta.
Come uomo libero, Toussaint iniziò ad accumulare ricchezze e proprietà. Sopravvivono dei documenti legali che lo vedono impegnato in una piccola piantagione di caffè lavorata da una dozzina di suoi schiavi. Egli stesso dichiarerà che all'inizio della rivoluzione aveva accumulato una discreta fortuna ed era uno dei proprietari di schiavi ad Ennery.

### Religione e spiritualità
In tutta la sua vita, Toussaint fu un devoto cattolico romano. Anche se la pratica vudù era diffusa a Santo Domingo in concomitanza col cattolicesimo, poco si sa di certo sul fatto se Toussaint avesse dei collegamenti con essa. Ad ogni modo, quando divenne ufficialmente il governatore di Santo Domingo, ne scoraggiò la pratica.
Gli storici hanno suggerito come egli sia stato un membro di alto livello della loggia massonica di Santo Domingo per via dei simboli massonici utilizzati nella sua firma.

### La rivoluzione haitiana
La Rivoluzione haitiana (1791-1804) fu una rivolta di schiavi nella colonia francese di Saint-Domingue che culminò con l'eliminazione della schiavitù in loco e la fondazione della Repubblica di Haiti. Fu l'unica rivolta di schiavi che portò alla formazione di uno stato sovrano ed è generalmente considerata come la più fruttuosa delle rivolte di schiavi in America.

### La ribellione: 1791-1794

Toussaint Louverture, in una incisione francese del 1802

A partire dal 1789, la popolazione libera di colore di Santo Domingo si ispirò alla Rivoluzione francese per cercare un miglioramento della propria condizione e l'espansione dei propri diritti. Inizialmente, la popolazione di schiavi non venne coinvolta in questo conflitto. Nell'agosto del 1791, una cerimonia vudù che si tenne al Bois Caïman segnò l'inizio della principale rivolta schiavista del nord dell'isola. Toussaint da quel che si sa non prese parte alle prime fasi della ribellione, ma dopo alcune settimane inviò la sua famiglia a Santo Domingo ed aiutò gli schiavi della piantagione di Breda a lasciare l'isola. Si unì alle forze di Georges Biassou al comando di un piccolo distaccamento. Prese parte alla ribellione discutendone le strategie e negoziando con gli spagnoli per ottenere i necessari rifornimenti per la causa.
Nel dicembre del 1791, venne coinvolto nei negoziati tra i capi ribelli ed il governatore francese Blanchelande per il rilascio dei loro prigionieri bianchi ed il ritorno al lavoro in cambio di un bando contro l'uso della frusta ed un ulteriore giorno libero a settimana. Quando l'offerta venne rifiutata, Biassou minacciò di massacrare i prigionieri in sua custodia. I prigionieri vennero rilasciati dopo ulteriori negoziati coi commissari francesi e la presa di Le Cap da parte di Toussaint. Egli pensava che il momento fosse propizio per presentare le richieste dei ribelli all'assemblea coloniale, ma quest'ultima si rifiutò di incontrare i rivoltosi.
Nel 1792, Toussaint, come capo dell'alleanza tra ribelli e spagnoli, razziò gli avamposti fortificati di La Tannerie e mantenne il Cordon de l'Ouest, una linea posta tra i ribelli ed il territorio coloniale. Si guadagnò la reputazione di ottimo capo addestrando i suoi uomini a tattiche di guerriglia "sullo stile di guerra europeo", ed iniziò ad attrarre a sé anche soldati che giocheranno un ruolo fondamentale nella rivoluzione. Dopo duri scontri, perse La Tannerie nel gennaio del 1793 a favore del generale francese Étienne Maynaud, ma fu grazie a queste battaglie che per la prima volta i francesi gli riconobbero il ruolo di capo militare.
Nel 1792-93, Toussaint adottò il soprannome di Louverture, dalla parola francese che significa "apertura" o meglio "colui che ha aperto la strada". Anche se alcuni scrittori moderni scrivono tale soprannome con la corretta dizione francese di "L'Ouverture", Toussaint non lo faceva, come indica la sua corrispondenza ancora oggi conservata. La più comune tra le spiegazioni a questo singolare soprannome adottato consiste nella sua capacità di creare delle brecce nelle battaglie col nemico. Altri scrittori, invece, più prosaicamente fanno riferimento ad uno spazio tra i suoi denti incisivi.
Pur aderendo a politiche di stampo realista, Louverture iniziò ad usare il linguaggio della libertà e dell'eguaglianza associato alla Rivoluzione Francese. Pur soddisfatto del miglioramento delle condizioni degli schiavi sul finire del 1791, egli aveva sempre in mente la completa abolizione della schiavitù. Il 29 agosto 1793 fece una famosa dichiarazione a Camp Turel rivolta alla popolazione di colore di Santo Domingo:
Il vostro umile ed ubbidiente servitore, Toussaint Louverture,
Generale delle armate del re, per il bene pubblico.»

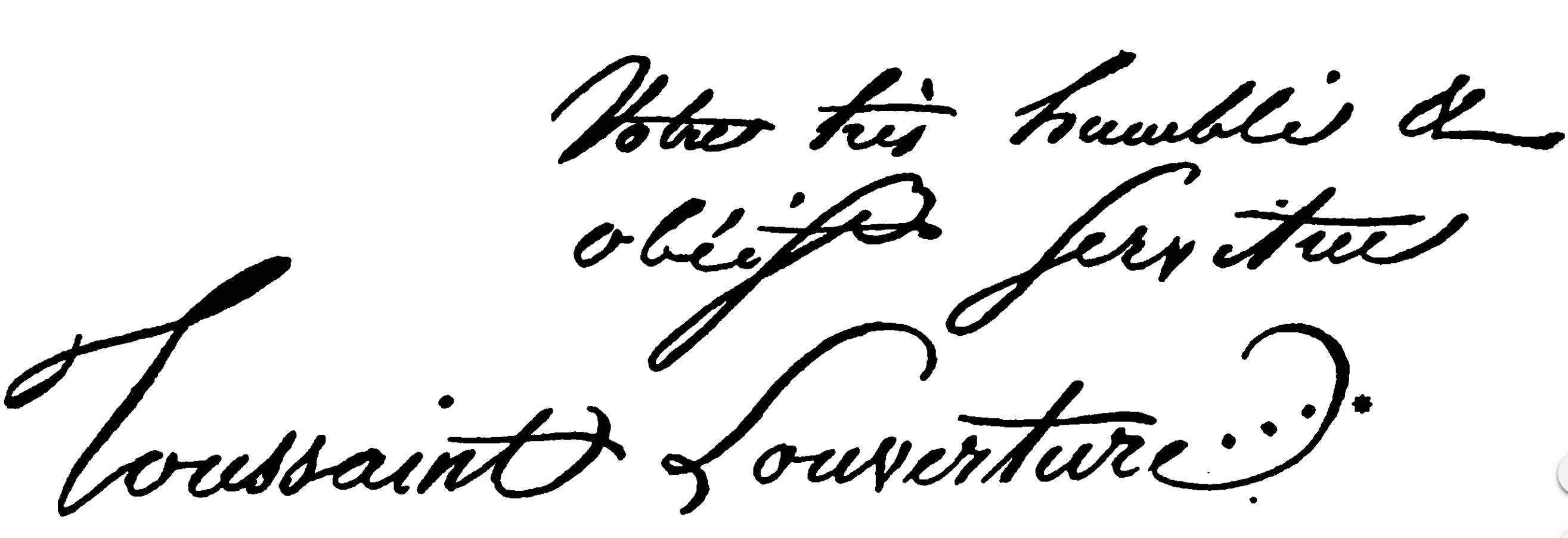
La firma di Toussaint Louverture

In quel medesimo giorno, il commissario francese Léger-Félicité Sonthonax, proclamò l'emancipazione di tutti gli schiavi francesi di Santo Domingo, nella speranza di portare dalla sua parte tutti gli schiavi di colore sull'isola. Inizialmente, questa proposta non ebbe successo dal momento che Toussaint e altri capi locali avevano diffuso la voce che Sonthonax avesse superato quanto la propria autorità gli concedeva e che presto tutto sarebbe ritornato come prima. Ad ogni modo, il 4 febbraio 1794, il governo rivoluzionario francese abolì definitivamente la schiavitù. Per mesi, Louverture era rimasto in contatto diplomatico col generale francese Étienne Maynaud de Bizefranc de Lavaux e la sua posizione si era sensibilmente indebolita dal momento che in contemporanea gli spagnoli avevano iniziato a trattarlo più come un capo ribelle col controllo di un grande territorio strategicamente importante. Nel maggio del 1794, quando la decisione del governo francese si diffuse anche a Santo Domingo, Louverture cambiò alleanza ed abbandonò gli spagnoli per i francesi e passò le sue truppe a Lavaux.

### Alleanza con la Francia: 1794-1796
Toussaint aderì alla causa francese all'inizio di maggio del 1794, issando la bandiera repubblicana sul porto di Gonaïves e provocando pertanto l'esodo dei rifugiati locali. Nelle prime settimane, deradicò i sostenitori spagnoli del Cordon de l'Ouest. Attaccò quindi su diversi fronti. I suoi ex colleghi ora erano al suo fianco contro gli spagnoli. Come comandante francese, si trovò sotto attacco da parte delle truppe inglesi che sbarcarono a Santo Domingo nel settembre di quello stesso anno. Sull'altro fronte, egli fu in grado di unire i suoi 4000 uomini a quelli di Lavaux per condurre azioni coordinate. Tra le sue file vantava ufficiali capaci e che avrebbero avuto un ruolo importante nella rivoluzione come suo fratello Paul, nonché i suoi nipoti Moïse, Jean-Jacques Dessalines ed Henri Christophe.
Louverture pose fine in poco tempo alla minaccia spagnola su Santo Domingo. Ad ogni modo, il Trattato di Basilea del luglio del 1795 segnò formalmente la fine delle ostilità tra i due paesi. Anche dopo questo atto, ad ogni modo, i capi di colore Jean-François e Biassou continuarono a combattere contro Toussaint sino al novembre di quell'anno, quando preferirono portarsi in Spagna ed in Florida rispettivamente. A quel punto, gran parte dei loro uomini decisero di schierarsi con le forze di Toussaint. Toussaint compì anche alcune azioni militari contro gli inglesi ma non fu in grado di scacciarli da Saint-Marc, preferendo a questo punto tornare alle tattiche di guerriglia a lui tanto care strategicamente.
Nel 1795 e nel 1796, Louverture si dedicò a ristabilire la pace nelle aree poste sotto il suo controllo, ripristinando appieno l'agricoltura locale. Nei suoi discorsi e nella politica che applicava, egli rivelava sempre il suo credo secondo il quale la libertà degli uomini di Santo Domingo dipendesse essenzialmente dall'economia della colonia stessa. Era tenuto in grande considerazione da parte del grande pubblico in quanto, con un misto di diplomazia e forza, era riuscito a liberare gli schiavi nelle piantagioni, tramutandoli in lavoratori pagati. Venne aiutato in questo dagli schiavi stessi che, incoraggiati dal suo esempio, organizzarono qua e là delle piccole ribellioni e delle proteste per le loro condizioni di vita.
Un altro dei problemi che Louverture dovette affrontare fu quello di gestire i potenziali rivali al potere nella colonia. Il più duro di questi era sicuramente il comandante mulatto Jean-Louis Villatte, con base a Cap-Français. Toussaint e Villate erano stati in competizione per il comando delle truppe e del territorio dell'isola dal 1794. Villatte si era però dimostrato estremamente razzista nei confronti dei soldati di colore arruolati per la causa e per questo Toussaint aveva pianificato una alleanza con André Rigaud, un uomo libero di colore, dopo l'espulsione del generale francese Étienne Lavaux. Nel 1796 Villate, sostenuto da una vasta fetta di popolazione, si scagliò contro i francesi ritenendo che stessero complottando per il ritorno alla schiavitù. Il 20 marzo, riuscì a catturare il governatore francese Lavaux e si autoproclamò governatore. Le truppe di Louverture giunsero ben presto a Cap-Français per recuperare il governatore francese e scacciare Villatte dal villaggio. Toussaint si distinse in questa occasione per aver aperto i magazzini al pubblico, mostrando come questi fossero pieni di catene, sostenendo quindi che fosse Villatte che stesse preparandosi per il ritorno alla schiavitù. Venne promosso comandante della Provincia Orientale due mesi dopo, divenendo così il più alto ufficiale in comando a Santo Domingo nel 1797. Lavaux proclamò anch'egli Toussaint al ruolo di vicegovernatore, annunciando nel contempo che nulla gli sarebbe stato possibile fare senza la sua approvazione, frase a cui Louverture replicò col motto: "Dopo Dio, Lavaux".

### La Terza Commissione: 1796-97
Alcune settimane dopo il trionfo sull'insurrezione di Villatte, i rappresentanti francesi della terza commissione giunsero a Santo Domingo. Tra questi vi era Sonthonax, il commissario che in precedenza aveva dichiarato l'abolizione della schiavitù sull'isola il giorno stesso del discorso di Louverture a Camp Turel. In un primo momento le relazioni tra i due si presentarono positive. Sonthonax promosse Toussaint al rango di generale e permise ai suoi due figli, Placide ed Isaac, di frequentare la scuola fondata dai francesi per i figli dei coloni.
Nel settembre del 1796, si tennero le elezioni che si tennero per scegliere i rappresentanti della colonia all'Assemblea Nazionale francese. Le lettere di Toussaint dimostrano ancora oggi come egli cercò di incoraggiare Lavaux a rimanere sull'isola, ed alcuni storici a tal proposito hanno speculato su questo fatto ritenendo che egli stesse solo cercando un fermo sostenitore in Francia o di un alleato per liberarsi della stessa Francia come potenza dominante. Sonthonax venne anch'egli eletto, ma mentre Lavaux lasciò Santo Domingo nell'ottobre di quell'anno alla volta della Francia, Sonthonax scelse di rimanere.
Sonthonax, fervente rivoluzionario e fiero sostenitore dell'uguaglianza delle razze, ben presto arrivò a surclassare Louverture in popolarità. Sebbene i loro obbiettivi fossero simili, vi erano diversi punti di contrasto tra i due. Il punto più discusso era certamente il ritorno dei bianchi come proprietari delle piantagioni che nel frattempo avevano abbandonato Santo Domingo a causa della rivoluzione scoppiata. Per Sonthonax, questi erano sentiti come dei potenziali controrivoluzionari per poter essere assimilati, ufficialmente o no, agli émigrés che pure avevano abbandonato la Francia rivoluzionaria. Per Toussaint, essi rappresentavano invece una risorsa per l'isola intera ed era disposto a riaccoglierli purché giurassero fedeltà al nuovo governo.
Nell'estate del 1797, Toussaint autorizzò il ritorno di Bayon de Libertat, ex supervisore della piantagione di Breda, col quale aveva una lunga amicizia. Sonthonax scrisse a Louverture minacciandolo di azioni sgradevoli nei suoi confronti se non avesse ricacciato Bayon dal territorio. Toussaint a questo punto scrisse direttamente al Direttorio francese per chiedere il permesso affinché Bayon potesse rimanere. Alcune settimane dopo, iniziò a tramare per un richiamo ufficiale di Sonthonax in patria in vista dell'estate. Toussaint aveva numerosi contatti con gli avversari politici di Sonthonax, i quali accusavano lo stesso Sonthonax di aver cercato di coinvolgere Louverture in azioni negative per l'isola, a partire dal massacro dei bianchi presenti nella colonia. Questa accusa si basava inoltre sul radicalismo delle posizioni di Sonthonax.
Raggiungendo la Francia, Sonthonax colse l'occasione a sua volta per accusare Toussaint di realismo, contro-rivoluzionarismo e tendenze pro-indipendentiste. Toussaint del resto sapeva bene che il suo ruolo di autorità lo avrebbe minacciato in particolare per quest'ultima accusa. Nel contempo, il Direttorio francese, che era molto più oligarchico e molto meno rivoluzionario di quanto si potesse pensare, iniziò a riconsiderare il tema dell'abolizione della schiavitù. Nel novembre del 1797, Toussaint scrisse nuovamente al Direttorio assicurandogli la massima sua fedeltà ma ricordandogli fermamente la necessità di mantenere intatta l'abolizione della schiavitù.

### Trattati con la Gran Bretagna e gli Stati Uniti: 1798

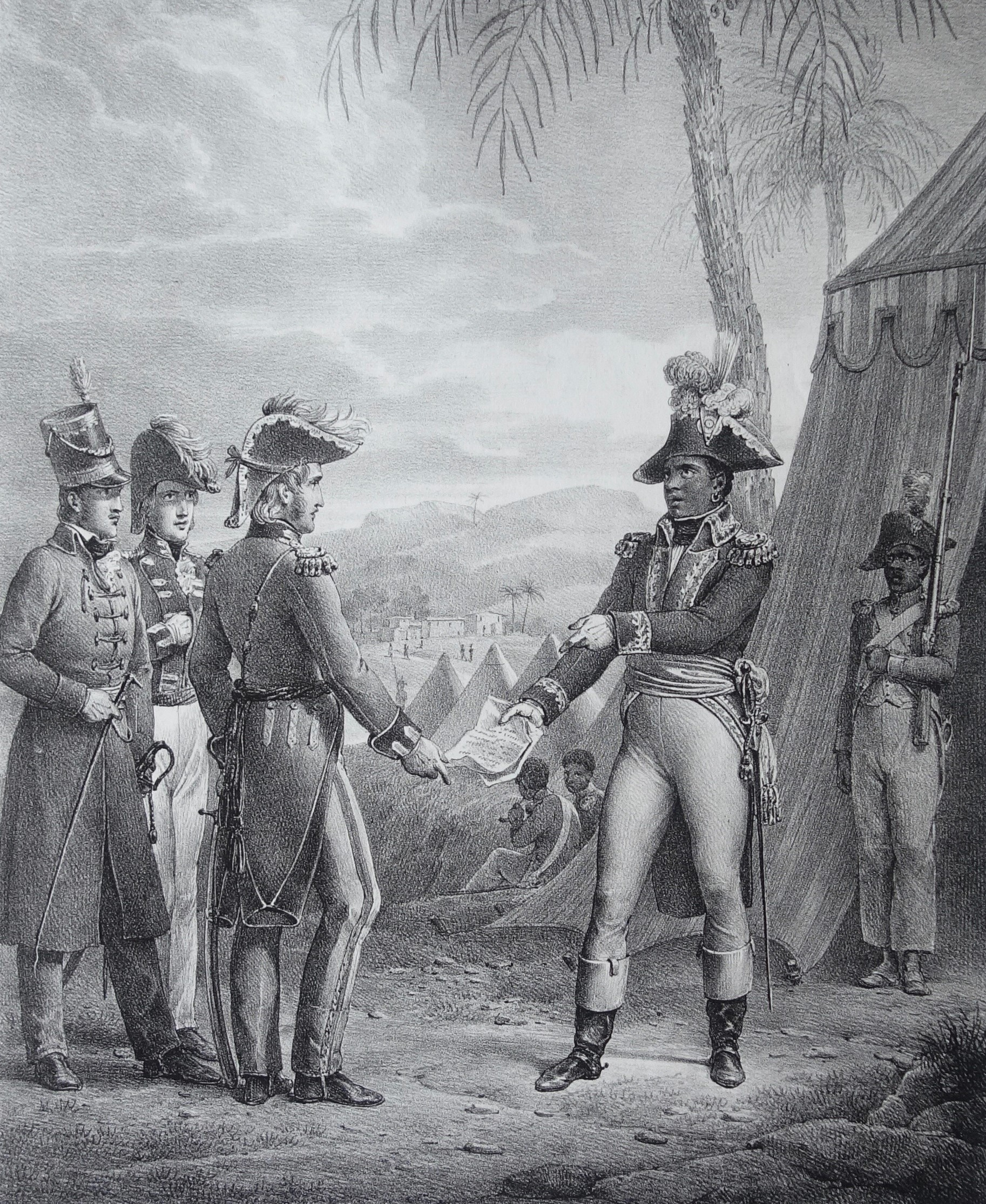
Il generale Thomas Maitland incontra Toussaint per discutere di un trattato segreto

Per diversi mesi, Toussaint si trovò da solo al comando della Santo Domingo francese, ad eccezione della parte a sud dello stato, semiautonoma, dove il generale mulatto André Rigaud aveva rigettato l'autorità della terza commissione francese. Entrambi i generali ad ogni modo continuavano ad attaccare gli inglesi, la cui posizione a Santo Domingo si indeboliva sempre più. Toussaint stava negoziando con gli inglesi il loro ritiro dalla Francia quando l'ultimo commissario francese, Gabriel Hédouville, giunse in loco nel marzo del 1798, con gli ordini di diminuire considerevolmente l'autorità di Toussaint.
Il 30 aprile 1798, Toussaint siglò un trattato col generale inglese Thomas Maitland, scambiando il ritiro delle truppe inglesi dalla parte occidentale di Santo Domingo con l'amnistia di tutti i controrivoluzionari francesi dell'area. A maggio di quell'anno, Port-au-Prince venne restituita al governo francese.
Nel luglio di quell'anno, Louverture e Rigaud incontrarono insieme il commissario Hédouville. Nella speranza di creare una rivalità che avrebbe naturalmente diminuito il potere di Toussaint, Hédouville mostrò una spiccata preferenza per Rigaud, ed un'altrettanto efferata avversione per Toussaint. Ad ogni modo anche il generale Maitland stava giocando sulle rivalità tra i due in funzione anti-francese e preferì in diverse occasioni evadere l'autorità di Hédouville rivolgendosi direttamente a Toussaint per le sue richieste. Nell'agosto di quell'anno, Toussaint e Maitland siglarono dei trattati per l'evacuazione delle restanti truppe inglesi. Il 31 agosto i due firmarono un trattato segreto che avrebbe rimosso il blocco navale a Santo Domingo da parte degli inglesi sotto la promessa che Toussaint si sarebbe impegnato per non esportare la rivoluzione degli schiavi in Giamaica, dominio britannico.
Quando le relazioni di Toussaint con Hédouville raggiunsero un punto di rottura, scoppiò una rivolta tra le truppe del nipote adottivo di Toussaint, Hyacinthe Moïse. I tentativi di Hédouville di gestire la cosa peggiorarono ulteriormente la faccenda e Toussaint si rifiutò pertanto di aiutarlo. La ribellione crebbe su vasta scala sino a divenire una vera e propria insurrezione e Hedouville si preparò a lasciare l'isola, mentre Toussaint e Dessalines minacciavano di arrestarlo come agitatore sociale. Hédouville salpò alla volta della Francia nell'ottobre del 1798, trasferendo nominalmente la sua autorità a Rigaud. Toussaint decise invece di collaborare con Phillipe Roume, un membro della terza commissione presente nella colonia. Pur continuando dunque a manifestare la sua alleanza al governo francese, Toussaint faceva espellere un rappresentante del secondo governo dal suo territorio e negoziava coi nemici della Francia.
Gli Stati Uniti avevano sospeso il commercio con la Francia nel 1798 per i continui conflitti sulla pirateria che interessava tale tratta. I due paesi erano sul punto della guerra, ma il commercio tra Santo Domingo e gli Stati Uniti era invece ben visto sia da Toussaint che dagli americani. Con la partenza di Hédouville, Louverture inviò Joseph Bunel a negoziare col nuovo governo di John Adams. I termini del trattato erano del tutto simili a quelli stabiliti con gli inglesi, ma Toussaint continuava a far valere il valore dell'indipendenza della sua nazione. In conclusione, sino a quando la Francia mantenne l'abolizione della schiavitù, l'isola continuò a rimanere una colonia francese, almeno nominalmente.

### L'espansione del territorio: 1799-1801
Nel 1799, le tensioni tra Toussaint ed André Rigaud giunsero al picco massimo. Louverture aveva accusato Rigaud di aver cercato di farlo assassinare per prendere per sé il potere su Santo Domingo. Rigaud dal canto suo accusò Toussaint di cospirare con gli inglesi per restaurare la schiavitù. Il conflitto in essere era complicato da una serie di toni razziali che esasperarono le tensioni tra la popolazione di colore e quella mulatta. Toussaint aveva ovviamente delle ragioni politiche per volersi sbarazzare di Rigaud in quanto solo col controllo di ogni porto avrebbe potuto prevenire lo sbarco di truppe francesi ed avviare così il processo di proclamazione d'indipendenza della colonia.
Dopo che Rigaud ebbe mandato delle truppe ad assediare i villaggi di confine a Petit-Goâve ed a Grand-Goâve nel giugno del 1799, Louverture persuase Roume a dichiarare Rigaud un traditore e ad attaccare l'area a sud del paese. Ne risultò una guerra civile, nota come Guerra dei Coltelli, perdurata per più di un anno, che si concluse con la sconfitta di Rigaud e la sua partenza per Guadalupa, allora parte del territorio coloniale francese, nell'agosto del 1800. Toussaint delegò gran parte della campagna militare al suo luogotenente, Jean-Jacques Dessalines, che si rese tristemente famoso durante le battaglie per il massacro dei mulatti catturati e di molti civili. Il numero dei morti in questi scontri è ancora oggi oggetto di discussioni storiche: il contemporaneo generale francese François Joseph Pamphile de Lacroix propose il numero complessivo di 10.000 morti, mentre lo storico trinidadiano del XX secolo, C.L.R. James, ne contò solo alcune centinaia in aperta contraddizione con l'amnistia proclamata.
Nel novembre del 1799, nel corso della guerra civile, Napoleone Bonaparte prese il potere in Francia e proclamò una nuova costituzione che dichiarava che le colonie dovessero essere soggette a leggi speciali. Anche se le colonie da subito sospettarono che ciò facesse riferimento alla reintroduzione della schiavitù, Napoleone iniziò col confermare la posizione di Toussaint e promettendo il mantenimento dell'abolizione della schiavitù. Egli comunque proibì a Toussaint di invadere la parte spagnola di Santo Domingo. Toussaint era comunque determinato a procedere nelle sue intenzioni. Nel gennaio del 1801, Toussaint e Hyacinthe Moïse invasero i territori spagnoli, prendendo possesso dei territori del governatore, Don Garcia, con alcune difficoltà. Queste aree erano più selvagge e meno densamente popolate rispetto alla parte francese. Toussaint si imbarcò in un programma di modernizzazione. Egli era ora padrone dell'intera isola.

### La Costituzione del 1801

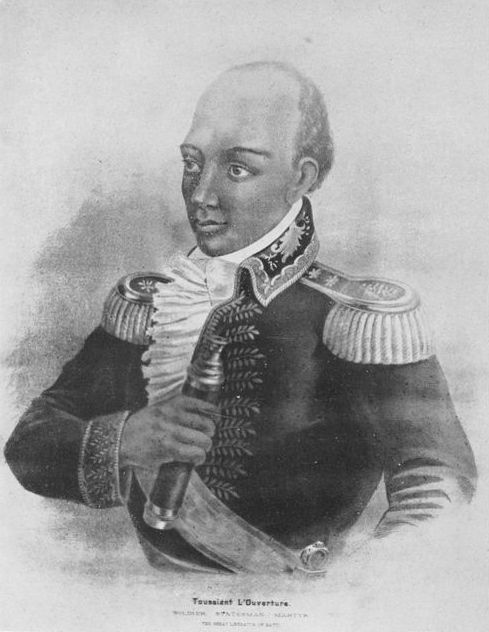
Un'incisione raffigurante Louverture

Napoleone aveva reso chiaro agli abitanti di Santo Domingo che la Francia avrebbe creato una nuova costituzione per tutte le colonie, nella quale venne reso chiaro che le colonie sarebbero state soggette a leggi speciali. Malgrado le iniziali proteste di quanti pensavano che i francesi volessero restaurare la schiavitù, fatto che ovviamente sollevò gli schiavi di Santo Domingo. Nel marzo del 1801, Louverture nominò un'assemblea costituzionale, in gran parte composta da proprietari di piantagioni bianchi, per fare la bozza di una costituzione per Santo Domingo. Egli promulgò una costituzione il 7 luglio 1801, stabilendo ufficialmente la sua autorità sull'intera isola di Hispaniola. Si autoproclamò governatore generale a vita con poteri semi-assoluti e la possibilità di scegliere il suo successore. Ad ogni modo, Toussaint fu bene attento a non dichiarare esplicitamente l'indipendenza di Santo Domingo, riportando da subito che era una colonia dell'impero francese nell'art. 1 della costituzione.
L'art. 3 della costituzione riporta: "Non possono esistere schiavi [a Santo Domingo], in quanto la servitù è abolita per sempre. Tutti gli uomini sono nati liberi e moriranno liberi e francesi." La costituzione garantiva eguali opportunità e trattamenti a tutte le razze, come confermato anche dalla politica adottata da Toussaint sul lavoro forzato e sull'importazione di lavoratori dal mercato degli schiavi. Toussaint non era intenzionato a creare un compromesso tra il cattolicesimo e la dominante fede vudù. L'art. 6 citava chiaramente che "la fede romana, cattolica e apostolica debba essere l'unica fede professata pubblicamente."
Toussaint incaricò il colonnello Vincent di presentare la nuova costituzione a Napoleone, anche se lo stesso Vincent disse di essere rimasto inorridito da quanto il generale si fosse spinto oltre. Molti aspetti della costituzione danneggiavano la Francia: l'assenza di ufficiali del governo francese in loco, la mancanza di vantaggi per il commercio tra la Francia e la sua stessa colonia, oltre alla mancanza di tatto da parte di Toussaint nel pubblicare una costituzione prima che questa potesse essere sottoposta al governo francese. Malgrado queste discordanze, Vincent tentò di sottoporre la costituzione a Napoleone in luce positiva, ma venne esiliato all'Isola d'Elba.
Toussaint continuò a professarsi un francese ed un convinto bonapartista. Scrisse a Napoleone ma non ricevette alcuna risposta. Napoleone decise quindi di inviare una spedizione di 20.000 uomini per restaurare la completa autorità francese a Santo Domingo, come pure per restaurarvi la schiavitù.

### La campagna di Leclerc
Le truppe di Napoleone, al comando di suo cognato, il generale Charles Emmanuel Leclerc, avevano ricevuto istruzioni di provare a prendere il controllo dell'isola per vie diplomatiche, proclamando intenzioni pacifiche e mantenendo segreto l'ordine di deportare tutti gli ufficiali di colore dell'esercito di Toussaint. Toussaint nel frattempo, venuto a conoscenza della notizia, iniziò a preparare le difese, assicurandosi la disciplina e la fedeltà dei suoi uomini. Questo contribuì ad una ribellione ai lavori forzati guidati da suo nipote il generale Moïse nell'ottobre del 1801. Questa venne violentemente repressa col risultato unico che quando le navi francesi furono avvistate all'orizzonte, non tutti gli abitanti di Santo Domingo si erano trovati automaticamente schierati dalla parte di Toussaint. Alla fine di gennaio del 1802, mentre Leclerc aveva chiesto il permesso di sbarcare a Cap-Français e Christophe lo aveva respinto, il visconte di Rochambeau attaccò Fort-Liberté, mandando in fumo quindi l'opzione diplomatica.
Il piano di Toussaint in caso di guerra era di dar fuoco alle città costiere ed alle aree pianeggianti coltivate, ritirando le sue truppe nelle aree interne montuose e poco accessibili e lì aspettare che la febbre decimasse le truppe europee. Il maggiore impedimento a questo piano era la difficoltà nelle comunicazioni interne. Christophe incendiò Cap-Français e si ritirò, ma Paul Louverture venne ingannato con una lettera falsa permettendo ai francesi di occupare così Santo Domingo; altri ufficiali credettero invece alla proclamazione di occupazione diplomatica di Napoleone, mentre altri ancora si dimostrarono restii a bruciare i villaggi per ritirarsi di fronte al nemico che avanzava. I rapporti francesi inviati regolarmente a Napoleone dimostrano che nei mesi di guerriglia che si susseguirono a questo sbarco, la posizione dei francesi si fece sempre più debole, ma che Toussaint ed i suoi generali non erano pienamente consci della loro forza.
Con entrambi i fronti scioccati da tanta violenza, Leclerc tentò di tornare alla soluzione diplomatica. I figli di Toussaint ed i loro tutori vennero accompagnati in spedizione perché potessero presentare a Napoleone la proclamazione del loro padre. Nei mesi che seguirono, proseguirono anche inutili combattimenti. Il 6 maggio 1802, Louverture si portò a Cap-Français per trattare con Leclerc. Negoziò un'amnistia per tutti i restanti generali e quindi si ritirò con tutti gli onori nelle sue piantagioni a Ennery.

### Arresto ed imprigionamento
Jean-Jacques Dessalines fu almeno in parte responsabile dell'arresto di Louverture, come riportato da diversi autori, tra cui il figlio di Louverture stesso, Isaac. Il 22 maggio 1802, dopo che Dessalines "ebbe saputo che Louverture aveva fallito nel dare istruzioni al locale capo ribelle di deporre le armi, immediatamente scrisse a Leclerc per denunciare la condotta "straordinaria" di Louverture.” Per questa azione, Dessalines e la sua sposa ricevettero degli omaggi da Jean Baptiste Brunet.

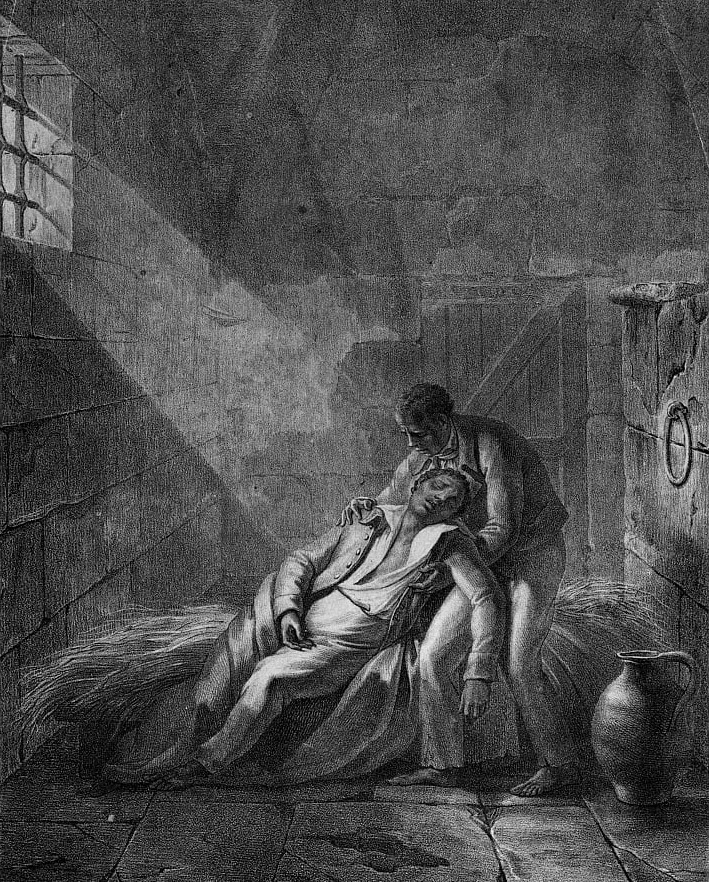
Morte del generale Toussaint Louverture nella prigione di Fort de Joux, 7 aprile 1803.

Leclerc aveva chiesto in origine a Dessalines di arrestare Louverture, ma questi si era rifiutato, e il compito passò quindi a Jean Baptiste Brunet. I racconti di questo episodio differiscono tuttavia tra loro: in uno di essi, Brunet aveva pensato di insediarsi a Santo Domingo con la propria piantagione e per questo aveva chiesto consiglio a Toussaint su come amministrarla. Louverture ricevette una lettera nella quale Brunet gli si dichiarava "sincero amico" nel tentativo di attirarlo dalla parte dei francesi. Imbarazzato da questo colpo basso giocato ad un amico, alla fine Brunet preferì non assistere all'arresto di Toussaint, e si limitò a deportare lui e i suoi aiutanti di campo in Francia a bordo della fregata Créole e sulla nave da 74 cannoni Héros in quanto in molti sospettavano che l'ex capo stesse progettando una nuova insurrezione. A bordo della Créole, Toussaint Louverture avvisò i suoi carcerieri che i ribelli non avrebbero ripetuto il suo errore:
La nave raggiunse la Francia il 2 luglio 1802 e, il 25 agosto, Toussaint Louverture venne inviato alla prigione di Fort de Joux nel dipartimento di Doubs, dove morì il 7 aprile 1803. In molti hanno suggerito diverse cause per la morte, tra cui affaticamento, malnutrizione, apoplessia, polmonite o forse anche tubercolosi. In sua assenza, Jean-Jacques Dessalines guidò la rivolta haitiana sino al suo completamento, sconfiggendo infine le truppe francesi nel 1803.

## Nella cultura di massa

Anne Whitney, Toussaint Louverture, 1870

### Toussaint nella descrizione di Capefigue
Jean-Baptiste-Honoré-Raymond Capefigue, nella sua opera L'Europa durante il consolato e l'impero di Napoleone, descrive così la figura di Toussaint: 

### Toussaint nella descrizione di Norvins
Jacques De Norvins, nella sua Storia di Napoleone, descrive così la figura di Toussaint:
Difatti, i trenta milioni di produzioni coloniali che all'epoca dello sbarco furono trovati e nei magazzini ed in piena raccolta, provano egregiamente la buona amministrazione e la non comune abilità di Santo. Suo sistema costante era quello di agire nel nome della libertà degli Africani e della liberazione del paese; esteriormente affettava la figura di Washington ed invigilava affinché, ad eccezione di lui, l'uguaglianza non venisse in modo alcuno alterata. Così tutti i vantaggi della patria non erano in esso: così dopo la sua deportazione i diritti della razza africana non periron tutti con lui.»